# Lumberton (Észak-Karolina)
Lumberton város az USA Észak-Karolina államában. Lakosainak száma 19 025 fő (2020. április 1.).

## Népesség
A település népességének változása:
| Lakosok száma | 21 924 | 21 542 | 19 025 |
|               | 2009   | 2010   | 2020   |